# Hieracium laniferum
Hieracium laniferum es una especie de planta con flor del género Hieracium, de la familia Asteraceae, orden Asterales.

## Distribución
Hieracium laniferum se distribuye por España.

## Taxonomía
Fue descrita científicamente por Cav.
Tratamiento taxonómico
La especie aparece registrada en una sección de la publicación Icon.